# Trichospermum javanicum
Trichospermum javanicum är en malvaväxtart som beskrevs av Carl Ludwig von Blume. Trichospermum javanicum ingår i släktet Trichospermum och familjen malvaväxter. Inga underarter finns listade i Catalogue of Life.